# Brodmann-Areal
Brodmann-Areale (BA) sind die nach der Zyto- und der Myeloarchitektonik in Felder eingeteilten Großhirnrindenfelder des Menschen.
Die Einteilung der Brodmann-Areale geht auf den deutschen Neuroanatomen und Psychiater Korbinian Brodmann zurück, welcher die Großhirnrinde in ursprünglich 52 Felder unterteilte. Inzwischen wurde die Nummerierung allerdings noch weiter unterteilt, sodass unterdessen beispielsweise auch die Brodmann-Areale 23a respektive 23b bestehen.

## Konkreten Funktionen zuweisbare Areale

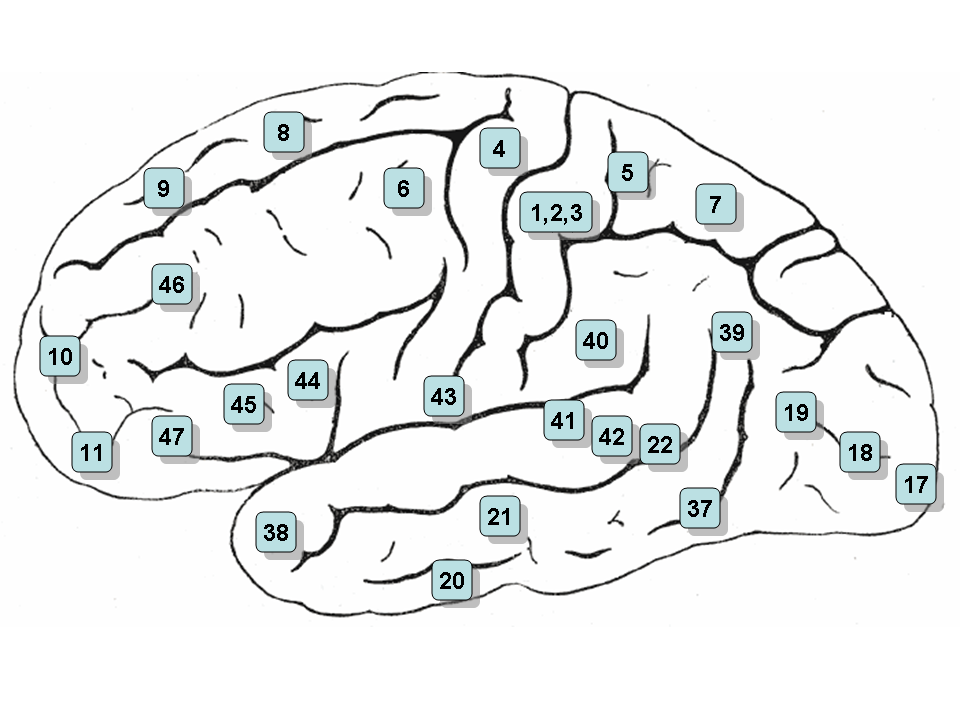
Laterale Aufsicht auf die linke Großhirnhemisphäre:
nach Korbinian Brodmann nummeriert

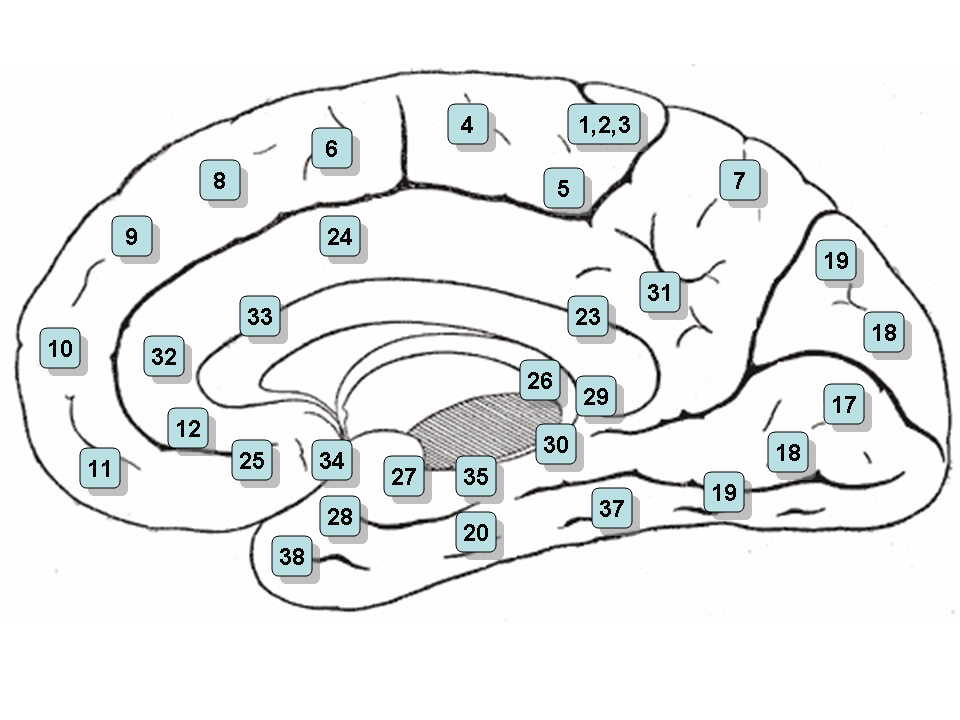
Mediale Aufsicht auf die rechte Großhirnhemisphäre:
nach Korbinian Brodmann nummeriert.

| Areal        | Lokalisation | Funktionelle Zuordnung                                                                              |
| ------------ | --- | --------------------------------------------------------------------------------------------------- |
| 01 02 03 a+b | Gyrus postcentralis | Somatosensorischer Cortex                                                                           |
| 04           | Gyrus praecentralis | Primärmotorischer Cortex, Steuerung der willkürlichen Bewegungen                                    |
| 05           | hinterer Parietallappen | somatosensorische Verarbeitung, Bewegungen und Assoziationen                                        |
| 06           | Gyrus praecentralis, kaudale Portionen des Gyrus frontalis superior und des Gyrus frontalis medius | Prämotorischer Cortex und Supplementär-motorischer Cortex, Steuerung der willkürlichen Bewegungen   |
| 07           | Precuneus und Lobulus parietalis superior | Assoziationszentrum der somatosensiblen Rinde                                                       |
| 08           | Stirnlappen vor dem primärmotorischen Cortex | Frontales Augenfeld                                                                                 |
| 09           | dorsolateraler präfrontaler Cortex | u. a. Kurzzeitgedächtnis, Reaktion auf akustische Signale, Bewertung von Emotionen                  |
| 10           | vorderer präfrontaler Cortex | Assoziationszentrum, Exekutive Funktionen                                                           |
| 11           | Orbitofrontaler Cortex | Entscheidungsfindung, Integration neuer Informationen in das Langzeitgedächtnis                     |
| 12           | Orbitofrontaler Cortex | |
| 13 14        | Inselrinde | Assoziationszentrum für the Eingeweide- und Geruchswahrnehmungen                                    |
| 15           | vorderer Schläfenlappen | Verarbeitung von Informationen vom Sinus caroticus                                                  |
| 16           | Inselrinde | |
| 17           | hinterer Pol des Occipitallappens | Primäre Sehrinde                                                                                    |
| 18 19        | Occipitallappen | Sekundäre und tertiäre Sehrinde                                                                     |
| 20           | Gyrus temporalis inferior | Verarbeitung Sehreize, Erkennen von Erinnerungen                                                    |
| 21           | Gyrus temporalis medius | Verarbeitung optischer Informationen                                                                |
| 22           | Gyrus temporalis superior | Wernicke-Areal (sensorische Sprachregion) zusammen mit BA 42                                        |
| 23           | Teil des Cortex cingularis posterior | |
| 24           | Teil des Cortex cingularis anterior | Emotionen, Gedächtnis                                                                               |
| 25           | Area subcallosa | Gemütszustand, Schlaf, Gedächtnis                                                                   |
| 26           | Retrosplenialer Cortex | |
| 27           | rostraler Gyrus parahippocampalis (Presubiculum) | Ausrichtung des Blickfeldes                                                                         |
| 28           | Entorhinaler Cortex | u. a. Geruchssinn                                                                                   |
| 29           | Retrosplenialer Cortex | episodisches Gedächtnis und Navigation                                                              |
| 30           | Retrosplenialer Cortex | Interface zwischen emotionaler Regulation, Empfindung und Aktion                                    |
| 31           | hinterer Abschnitt des Gyrus cinguli | Aktivität während kognitiver Aufgaben                                                               |
| 32           | vorderer Abschnitt des Gyrus cinguli | Erkennen und Abschätzung sozialer Vorgänge                                                          |
| 33           | vorderer Abschnitt des Gyrus cinguli | |
| 34           | Gyrus parahippocampalis | Arbeitsgedächtnis                                                                                   |
| 35 36        | Area perirhinalis | Arbeitsgedächtnis                                                                                   |
| 37           | Gyrus fusiformis | höhere Verarbeitung visueller Reize                                                                 |
| 38           | vorderer Pol des Schläfenlappens | visuelle Erkennung und visuelles Gedächtnis                                                         |
| 39 40        | (Gyrus angularis und Gyrus supramarginalis) | Übergangsregion zwischen sekundären sensorischen Projektionszentren zu tertiärem Assoziationsgebiet |
| 41           | die primäre Hörrinde ist von „außen“ in situ nicht sichtbar, sondern befindet sich de facto auf den Gyri temporales transversi (Heschl-Querwindungen), welche sich als Teil des Schläfenlappens innerhalb des Sulcus lateralis befinden | primäre Hörrinde                                                                                    |
| 42           | lateral von BA 41 | sekundäre Hörrinde                                                                                  |
| 43           | Gyrus postcentralis | primäres Geschmackszentrum                                                                          |
| 44 45        | Gyrus frontalis inferior | Broca-Areal (motorische Sprachregion)                                                               |
| 46           | dorsolateraler präfrontaler Cortex | Aufmerksamkeit, Arbeitsgedächtnis                                                                   |
| 47           | um den hinteren Bereich der Sulci orbitales | Syntax, Sprachverarbeitung                                                                          |
| 48           | mediale Fläche des Schläfenlappens | Verarbeitung von Emotionen, Navigation                                                              |
| 49           | Parasubiculum | |
| 50           | | |
| 51           | präpiriforme Region (vor dem Lobus piriformis) | |
| 52           | Sulcus lateralis | Aufmerksamkeit                                                                                      |